# ميريت إف. وايت
ميريت إف. وايت هو سياسي أمريكي، (و. 1865 – 1934 م). نشط حزبياً في الحزب الجمهوري. وقد انتخب عضو مجلس ولاية ويسكونسن ‏.